# Schwarzhäusern
Schwarzhäusern – gmina (niem. Einwohnergemeinde) w Szwajcarii, w kantonie Berno, w regionie administracyjnym Emmental-Oberaargau, w okręgu Oberaargau, leży nad lewym brzegiem rzeki Aare. Graniczy z gminami Wynau, Aarwangen, Bannwil i Niederbipp oraz z położonymi w kantonie Solura: Kestenholz i Wolfwil. 

## Historia
Pierwsza nazwa miejscowości brzmiała Rufshausen. Obecna nazwa pojawiła się po raz pierwszy 1618 roku. Od 1872 do 31 grudnia 2009 gmina była częścią powiatu Aarwangen, obecnie jest częścią Oberaargau. 
Do II wojny światowej ludność utrzymywała się głównie z rolnictwa.

## Demografia
31 grudnia 2020 roku gmina liczyła 533 mieszkańców, z czego 259 to kobiety, a 274 to mężczyźni.

## Transport
Przez teren gminy przebiega droga główna nr 244.